# منتزه فتحي باشا

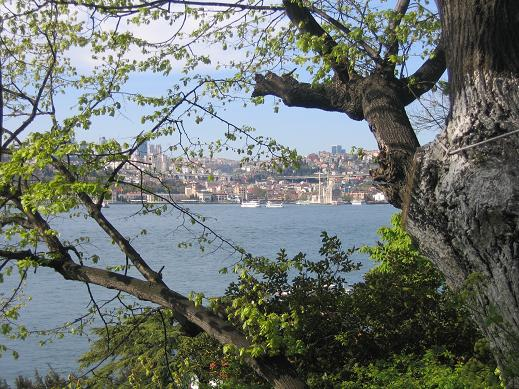
فتحي باشا كورسو

فتحي باشا كورسو (بالتركية: Fethi Paşa Korusu)‏ هو متنزه كبير في اسطنبول، تركيا، على سفح التل الذي ينزل مباشرة إلى شاطئ البوسفور في منطقة تسمى باشاليمان. وهي تقع بين أحياء كوزنجوك وسولتانتبه في منطقة أسكدار على الجانب الآسيوي من إسطنبول. سمي المنتزه على اسم الحاكم العثماني والسفير والوزير فتحي أحمد باشا. بعد سنوات طويلة من الإهمال، تم تجديده مؤخرًا وفُتح للجمهور للترفيه. لدى المتنزه إطلالة خلابة على جسر البوسفور والجانب الأوروبي من إسطنبول.